# رودخانه الیس (نیوزیلند)
رودخانه الیس (انگلیسی: Ellis River) رودی در کشور نیوزیلند است. این رودخانه پس از طی مسافت ۶ کیلومتر (۳٫۷ مایل) به رودخانه باتون می‌ریزد.

## مشخصات
طول این رودخانه ۶ کیلومتر (۳٫۷ مایل) است.

## موقعیت
رودخانه الیس در کشور نیوزیلند قرار داشته و از جزیره جنوبی عبور می‌کند.